# Cissone
Pour l’article ayant un titre homophone, voir Sissonne.
Cissone (en français Cisson) est une commune italienne de la province de Coni dans la région Piémont en Italie.

## Administration
| Période                                  | Période | Identité | Étiquette | Qualité |
| ---------------------------------------- | ------- | -------- | --------- | ------- |
|                                          |         |          |           |         |
| Les données manquantes sont à compléter. |         |          |           |         |

### Communes limitrophes
Bossolasco, Dogliani, Roddino, Serravalle Langhe